# Ropice-Zálesí (Ropica-Zalesie)
Ropice-Zálesí (Ropica-Zalesie) – przystanek kolejowy w Ropicy, w kraju morawsko-śląskim, w Czechach. Znajduje się na wysokości 320 m n.p.m..

## Historia
Przystanek został otwarty w 1955 roku. Dojazd zapewnia wąska droga gruntowa. Infrastruktura obiektu składa się z murowanej wiaty przystankowej. Przy poczekalni została zlokalizowana drewniana wiata z poczekalnią. Podczas modernizacji przystanku obiekt rozebrano. Na początku 2011 roku w ramach prac na linii kolejowej została wymieniona krawędź przystanku oraz oświetlenie. Od grudnia 2020 roku funkcjonuje jako przystanek na żądanie. 